# Los Extraterrestres, Otra Dimension World Tour
Los Extraterrestres, Otra Dimension World Tour es el tercer tour mundial del dúo de reggaetón Wisin & Yandel para promocionar su quinto álbum de estudio Los Extraterrestres.
Esta gira incluyó su primera gira oficial en estadios de Estados Unidos y su primera presentación como cabezas de cartel en México, Paraguay y Argentina. Durante la gira el álbum fue reeditado y por esta razón algunos conciertos fueron renombrados bajo el título Los Extraterrestres: Otra Dimensión.

## Descripción general
En los planes originales, se esperaba que la gira terminara en diciembre en Bolivia y luego se esperaba que la gira comenzara otra gira en relación con su décimo aniversario en la música a principios de 2009. Sin embargo, los conciertos en Bolivia se retrasaron hasta enero de 2009 y esos planes fueron descartados.
La gira incluyó su primera gira por estadios en los Estados Unidos. El concierto en Los Ángeles estableció un récord de asistencia para un artista hispano en el Staples Center.The New York Times dio una crítica positiva a su concierto en el Madison Square Garden de Nueva York y tituló el artículo "Dos Romeos enamoran al mundo al ritmo de un reggaetón lleno de adrenalina". Además, se informó que el concierto se agotó.
El dúo cerró el Festival Internacional de Viña 2008, convirtiéndose en el tercer grupo de reggaetón en actuar en el festival. En México, actuaron en el Auditorio Nacional, convirtiéndose en el primer grupo de reggaetón en hacerlo. Alrededor de 10.000 fanáticos se hicieron presentes en su concierto en Lima.

## Fechas de la gira
| Fecha                    | Ciudad                     | País                     | Lugar                                       |
| Concierto Previo al Tour | Concierto Previo al Tour   | Concierto Previo al Tour | Concierto Previo al Tour                    |
| ------------------------ | -------------------------- | ------------------------ | ------------------------------------------- |
| 24 de diciembre de 2007  | Caguas                     | Puerto Rico              | Residencial Gautier Benítez                 |
| Latinoamérica            |                            |                          |                                             |
| 5 de enero de 2008       | San Juan                   | Puerto Rico              | Centro de Convenciones de Puerto Rico       |
| 2 de febrero de 2008     | Cantaura                   | Venezuela                | Paseo de la Virgen                          |
| 3 de febrero de 2008     | Puerto Ordaz               | Venezuela                | La Ruta del Calipso                         |
| 25 de febrero de 2008    | Viña del Mar               | Chile                    | Anfiteatro de la Quinta Vergara             |
| 6 de marzo de 2008       | San Juan                   | Puerto Rico              | Coliseo de Puerto Rico                      |
| 7 de marzo de 2008       | San Juan                   | Puerto Rico              | Coliseo de Puerto Rico                      |
| 8 de marzo de 2008       | San Juan                   | Puerto Rico              | Coliseo de Puerto Rico                      |
| 24 de abril de 2008      | Medellín                   | Colombia                 | Centro de Espectáculos La Macarena          |
| 25 de abril de 2008      | Bogotá                     | Colombia                 | Parque metropolitano Simón Bolívar          |
| 26 de abril de 2008      | Cali                       | Colombia                 | Arena Cañaveralejo                          |
| 27 de abril de 2008      | Los Ángeles                | Estados Unidos           | Fiesta Broadway                             |
| 17 de mayo de 2008       | Ciudad de Panamá           | Panamá                   | Centro de Convenciones Figali               |
| Norteamérica             |                            |                          |                                             |
| 23 de mayo de 2008       | Boston                     | Estados Unidos           | Orpheum Theatre                             |
| 24 de mayo de 2008       | Wallingford                | Estados Unidos           | Toyota Oakdale                              |
| 30 de mayo de 2008       | Los Ángeles                | Estados Unidos           | Staples Center                              |
| 31 de mayo de 2008       | San José                   | Estados Unidos           | Union Event Center                          |
| 7 de junio de 2008       | Nueva York                 | Estados Unidos           | Madison Square Garden                       |
| 27 de junio de 2008      | Orlando                    | Estados Unidos           | House of Blues                              |
| 28 de junio de 2008      | Miami                      | Estados Unidos           | American Airlines Arena                     |
| Latinoamérica            |                            |                          |                                             |
| 4 de julio de 2008       | Valencia                   | Venezuela                | Forum de Valencia                           |
| 5 de julio de 2008       | Maracaibo                  | Venezuela                | Palacio de Eventos                          |
| 6 de julio de 2008       | Maracay                    | Venezuela                | Casa Gomez                                  |
| 11 de julio de 2008      | Mérida                     | Venezuela                | Estadio Metropolitano de Mérida             |
| 12 de julio de 2008      | San Cristóbal              | Venezuela                | Plaza Monumental de Toros de Pueblo Nuevo   |
| 13 de julio de 2008      | Caracas                    | Venezuela                | Poliedro de Caracas                         |
| 18 de julio de 2008      | Puerto La Cruz             | Venezuela                | Estadio José Antonio Anzoátegui             |
| 19 de julio de 2008      | Puerto Ordaz               | Venezuela                | Centro Total de Entretenimiento Cachamay    |
| 16 de agosto de 2008     | Salt Lake City             | Estados Unidos           | Maverik Center                              |
| 20 de agosto de 2008     | Ciudad de México           | México                   | Teatro Metropólitan                         |
| 21 de agosto de 2008     | Guadalajara                | México                   | Teatro Diana                                |
| 22 de agosto de 2008     | Monterrey                  | México                   | Arena Monterrey                             |
| 23 de agosto de 2008     | Ciudad de México           | México                   | Teatro Metropólitan                         |
| 24 de agosto de 2008     | Ciudad de México           | México                   | Centro de Convenciones Tlalnepantla         |
| 28 de agosto de 2008     | Mayagüez                   | Puerto Rico              | Palacio de Recreación y Deportes            |
| 30 de agosto de 2008     | Managua                    | Nicaragua                | Estadio Nacional Soberanía                  |
| 31 de agosto de 2008     | San José                   | Costa Rica               | Autódromo La Guácima                        |
| 12 de septiembre de 2008 | Barquisimeto               | Venezuela                | Monumento Ferial de Barquisimeto            |
| 13 de septiembre de 2008 | Maturín                    | Venezuela                | Estadio Monumental de Maturín               |
| 20 de septiembre de 2008 | Asunción                   | Paraguay                 | Club Olimpia                                |
| 23 de septiembre de 2008 | Buenos Aires               | Argentina                | Luna Park                                   |
| 24 de septiembre de 2008 | Buenos Aires               | Argentina                | Luna Park                                   |
| 25 de septiembre de 2008 | Lima                       | Perú                     | Estadio Monumental                          |
| 26 de septiembre de 2008 | Arequipa                   | Perú                     | Jardín de la Cerveza                        |
| 27 de septiembre de 2008 | San Juan                   | Puerto Rico              | Coliseo de Puerto Rico                      |
| 17 de octubre de 2008    | Santiago de Chile          | Chile                    | Movistar Arena                              |
| 18 de octubre de 2008    | Santiago de Chile          | Chile                    | Movistar Arena                              |
| 23 de octubre de 2008    | Guayaquil                  | Ecuador                  | Coliseo Voltaire Paladines Polo             |
| 24 de octubre de 2008    | Quito                      | Ecuador                  | Coliseo General Rumiñahui                   |
| 1 de noviembre de 2008   | Maracaibo                  | Venezuela                | Estadio José Encarnación Romero             |
| 4 de noviembre de 2008   | Puebla                     | México                   | Auditorio Siglo XXI                         |
| 5 de noviembre de 2008   | Querétaro                  | México                   | Plaza de toros Santa María                  |
| 6 de noviembre de 2008   | Ciudad de México           | México                   | Estadio Azteca                              |
| 7 de noviembre de 2008   | León de Los Aldama         | México                   | Poliforum de Leon                           |
| 8 de noviembre de 2008   | Chihuahua                  | México                   | Estadio Manuel L. Almanza                   |
| 9 de noviembre de 2008   | Ciudad Juárez              | México                   | Plaza de toros Alberto Balderas             |
| 21 de noviembre de 2008  | Ciudad de Guatemala        | Guatemala                | Estadio del Ejército                        |
| 26 de noviembre de 2008  | San Juan                   | Puerto Rico              | Coliseo de Puerto Rico                      |
| 27 de diciembre de 2008  | Bayamón                    | Puerto Rico              | Residencial José Celso Barbosa              |
| 5 de enero de 2009       | San Juan                   | Puerto Rico              | Hotel San Juan & Casino                     |
| 8 de enero de 2009       | Manizales                  | Colombia                 | Estadio Palogrande                          |
| 10 de enero de 2009      | Cartagena de Indias        | Colombia                 | Estadio Jaime Moron Leon                    |
| 14 de enero de 2009      | Santa Cruz de la Sierra    | Bolivia                  | Estadio Ramón Aguilera Costas               |
| 16 de enero de 2009      | La Paz                     | Bolivia                  | Estadio Hernando Siles                      |
| 17 de enero de 2009      | Cochabamba                 | Bolivia                  | Estadio Félix Capriles                      |
| 30 de enero de 2009      | Valencia                   | Venezuela                | Forum de Valencia                           |
| 31 de enero de 2009      | Caracas                    | Venezuela                | Hipódromo La Rinconada                      |
| 1 de febrero de 2009     | Maracaibo                  | Venezuela                | Palacio de Eventos                          |
| 13 de marzo de 2009      | Santiago de los Caballeros | República Dominicana     | Gran Arena del Cibao                        |
| 14 de marzo de 2009      | Santiago de los Caballeros | República Dominicana     | Gran Arena del Cibao                        |
| 19 de marzo de 2009      | Veracruz                   | México                   | Parque Deportivo Universitario "Beto Ávila" |
| 20 de marzo de 2009      | Guadalajara                | México                   | Plaza de Toros Nuevo Progreso               |
| 21 de marzo de 2009      | Monterrey                  | México                   | Arena Monterrey                             |
| 22 de marzo de 2009      | Piedras Negras             | México                   | Estadio de Beisbol Sección 123              |
| 27 de marzo de 2009      | Ciudad de México           | México                   | Auditorio Nacional                          |
| 29 de marzo de 2009      | Ciudad de México           | México                   | El Paraiso del Abuelo                       |
| 31 de marzo de 2009      | Ciudad de México           | México                   | Palacio de los Deportes                     |
| 1 de abril de 2009       | Ciudad de México           | México                   | Estadio Azteca                              |

## Datos de taquilla
| Ciudad     | País           | Asistencia            | Taquillas  |
| ---------- | -------------- | --------------------- | ---------- |
| San Juan   | Puerto Rico    | 37 689 / 39 357 (96%) | $2 398 560 |
| Miami      | Estados Unidos | 12 779 / 13 405 (95%) | $769 080   |
| Nueva York | Estados Unidos | 11 952 / 13 046 (92%) | $977 515   |
| Total      | Total          | 62 420 / 65 808 (95%) | $4 145 155 |

## Conciertos cancelados
| Fecha                 | Ciudad                   | País        | Evento                               | Razón       |
| --------------------- | ------------------------ | ----------- | ------------------------------------ | ----------- |
| 7 de agosto de 2008   | Roma                     | Italia      | Estadio Flaminio                     | Enfermedad  |
| 8 de agosto de 2008   | Milán                    | Italia      | Estadio Giuseppe Meazza              | Enfermedad  |
| 9 de agosto de 2008   | Amberes                  | Bélgica     | Sportpaleis                          | Enfermedad  |
| 10 de agosto de 2008  | Londres                  | Reino Unido | The O2 Arena                         | Enfermedad  |
| 9 de enero de 2009    | Bogotá                   | Colombia    | Coliseo El Campin                    | Enfermedad  |
| 14 de febrero de 2009 | Buenos Aires             | Argentina   | Luna Park                            | Desconocido |
| 18 de marzo de 2009   | Tuxtla Gutiérrez         | México      | Estadio de Béisbol Panchón Contreras | Desconocido |
| 28 de marzo de 2009   | Tlaxcala de Xicohténcatl | México      | Plaza de toros de Tlaxcala           | Desconocido |
| 29 de marzo de 2009   | Ciudad de México         | México      | Centro de Espectáculos de Tultepec   | Desconocido |
| 1 de abril de 2009    | Acapulco                 | México      | Centro de Convenciones Acapulco      | Desconocido |